# Drachkov
Drachkov är en ort i Tjeckien.   Den ligger i regionen Södra Böhmen, i den sydvästra delen av landet, 100 km söder om huvudstaden Prag. Drachkov ligger 450 meter över havet och antalet invånare är 152.
Terrängen runt Drachkov är platt österut, men västerut är den kuperad. Runt Drachkov är det ganska tätbefolkat, med 86 invånare per kvadratkilometer. Närmaste större samhälle är Strakonice, 4,9 km öster om Drachkov. Omgivningarna runt Drachkov är en mosaik av jordbruksmark och naturlig växtlighet.